# Jackie Paisley
Jackie Paisley (Altoona, Pensilvania; 1963-Altoona, Pensilvania; 17 de marzo de 2017) fue una culturista profesional estadounidense. Fue la ganadora del Ms. International en el año 1989.

## Legado
Como estudiante universitaria que asistió tanto a la Universidad Carnegie Mellon como a la Universidad Estatal de Arizona con una beca de música, Paisley se vio atraída por el mundo del culturismo después de alcanzar una reputación como una de las mejores instructoras de aeróbic de Arizona. Asistió a su primera exhibición de culturismo a nivel estatal en 1982 y comenzó a competir inmediatamente después. En 1989, desafiaba a Cory Everson por el campeonato mundial en el escenario del Olympia.
Tras ganar casi todos los concursos de culturismo a los que se presentó, Paisley era conocida por estar siempre extraordinariamente delgada, con una hermosa musculatura y en plena forma para cada concurso. Su formación en ballet y su dinámica presencia en el escenario la impulsaron a la élite del mundo del culturismo durante casi una década. Después de obtener un máster en Nutrición, pasó muchos años tras su retirada de la competición como nutricionista profesional en los Centros de Fitness Beauvais y en otros gimnasios del área metropolitana de Phoenix (Arizona).
Paisley tuvo un hijo, nacido en 2005. Tras el nacimiento, se convirtió en cristiana y en una ávida estudiosa de la Biblia, asistiendo a la Iglesia Bíblica de Scottsdale y componiendo libros sobre salud, fitness, medicina y su recién descubierta relación con Dios. Empezó a tener problemas de salud en 2015 y estos se convirtieron en una enfermedad grave en 2016. El 17 de marzo de 2017, Paisley falleció.

## Carrera en el culturismo

### Amateur
Paisley ganó todos los concursos estatales y locales de culturismo de Arizona antes de pasar a las filas profesionales.

### Profesional
Después de que los funcionarios de la IFBB presentaran pruebas contundentes contra Tonya Knight de que había conseguido que alguien que no era ella misma le suministrara orina para pasar la prueba, ella admitió que había enviado a un sustituto para que se sometiera a una prueba de drogas obligatoria administrada antes del Ms. Olympia de 1988, en el que quedó cuarta. En una sentencia dictada en noviembre de 1989, Knight fue suspendida y despojada de su título de Ms. Internacional de 1989 y del dinero del premio. Paisley, que había sido la subcampeona, recibió así el título.

### Historial competitivo
- 1985 - NPC Nationals - 10º puesto (LHW)
- 1986 - NPC Nationals - 6º puesto (HW)
- 1987 - NPC USA Championship - 1º puesto (HW y Overall)
- 1988 - Ms. International - 3º puesto
- 1988 - Pro World Championship - 8º puesto
- 1989 - Ms. International - 1º puesto
- 1989 - Pro World Championship - 2º puesto
- 1989 - IFBB Ms. Olympia - 4º puesto
- 1990 - Ms. International - 2º puesto
- 1990 - IFBB Ms. Olympia - 5º puesto
- 1991 - IFBB Ms. Olympia - 2º puesto[1]